# Miravella
Miravella eller Miravelles är en liten enklav till Olius kommun i Solsona, i comarcan Solsonès. Den ligger nordväst om Solsona, nordost om motorvägen C-26, mellan kilometer 101,65 och 101,80, strax norr om Parc de la Mare de la Font. Altituden för huset i Miravella är 703 meter.
Enklaven är avgränsad till väster, diagonalt, av motorvägen; i öster, genom ravinen som går ner från berget La Borda på östra sidan av resterna av Miravellahuset; i norr, av stödmur för den nämnda ravinen, och i väster, av en annan ravin som går ner på västra sidan av Miravella.